# 姚寨乡
姚寨乡，是中华人民共和国河北省邯郸市丛台区下辖的一个乡。2016年前属永年县。当年，中国国务院批准邯郸市的多个县的行政区划调整。永年县改设为永年区。姚寨乡则与南沿村镇、小西堡乡划入丛台区。

## 行政区划
姚寨乡下辖以下地区：
姚寨村、胡寨村、高庄村、杨寨村、前北中堡村、后北中堡村、东周寨村、西周寨村、阎门寨村、李寨村、田寨村、南王庄村、东河东堡村、牛堡村、南中堡村、南郝庄村、郭家堡村、袁庄村、西河东堡村、清凉寺村、梨林堡村、张李庄村、沙屯村和南李庄村。